# Gruppo Rocher
Il Gruppo Rocher è un gruppo a conduzione familiare fondato nel 1959 da Yves Rocher a La Gacilly e con quartier generale a Rennes. Nel tempo ha diversificato nei prodotti per la cura del corpo, l'abbellimento della casa e nell'abbigliamento. È presente sui mercati in 119 Paesi, offre i suoi servizi a 50 milioni di clienti ed è guidato dal 2010 dal nipote del fondatore, Bris Rocher.
Oltre a Yves Rocher, il gruppo comprende anche 9 marchi: Petit Bateau, Stanhome, Dr. Pierre Ricaud, Daniel Jouvance, Kiotis, ID Parfums, Flormar, Sabon e Arbonne. L'azienda dispone di un orto botanico chiamato Jardin botanique Yves Rocher de La Gacilly.
Il Gruppo Rocher è stato il primo gruppo internazionale, nel 2019, ad adottare formalmente e legalmente lo status di “mission-driven company”: gli obiettivi economici si muoverebbero in parallelo a quelli etico-sociali in accordo con un impegno costante alla salvaguardia della biodiversità.
Tutti i marchi appartenenti al Gruppo Rocher, tra i quali anche Yves Rocher, hanno l’obiettivo di diventare B Corp entro il 2025.

## Storia
Yves Rocher è il primo marchio che nasce nella soffitta di casa a La Gacilly, in Bretagna, dove lo stesso Mr. Yves Rocher inizia nel 1959 a fabbricare e vendere per posta le sue prime creme a base di una pianta dalle virtù medicinali, la ficaria.  Questo primo prodotto è una cura per le emorroidi.  Come risultato dell'interesse suscitato, intuisce che un'offerta di erbe non farmaceutiche può trovare il suo spazio nel mercato della bellezza e della cura per la persona.  Da qui nasce il concetto di Cosmétique Végétale®. Nel 1965 Yves Rocher lancia il suo primo Libro Verde della Bellezza, un catalogo annuale.  Nel 1969 apre la sua prima boutique nel boulevard Haussmann a Parigi, avviando una diversificazione delle modalità di distribuzione.  Lo stesso anno, il primo sito industriale è creato a La Croix des Archers.
Negli anni Settanta e nei primi anni Ottanta sono aggiunti i siti di produzione di La Gacilly nel 1978, dedicato al trucco, e di Ploërmel nel 1982, dedicato ai profumi.  Nel 1979 viene aperto il sito industriale di Rieux, in Bretagna, dedicato al trucco. Contemporaneamente sono creati marchi diversi che si aggiungono allo storico marchio Yves Rocher.  Negli anni Ottanta sono creati i marchi Daniel Jouvance, in cosmetologia marina, poi Dr. Pierre Ricaud con soluzioni anti-invecchiamento. Nel 1988 è acquistato il marchio Petit Bateau, mettendo così piede anche nel campo lasciando il campo dell'abbigliamento.
Nel 1991 viene creata la Fondazione Yves Rocher per la protezione della natura.
Nel febbraio 2018 rileva Arbonne International, società fondata in Svizzera nel 1975 e spostata in California nel 1980, e Natural's Gate, note per l'approccio botanico e vegano nel mondo della bellezza e della nutrizione.
Nel 2019 il Gruppo Rocher diventa “mission-driven company”, prima realtà internazionale ad adottare tale status. Oltre alle finalità economiche, il gruppo si impegna a generare un impatto benefico su persone, comunità, territori e ambiente, beni e attività culturali e sociali, enti e associazioni e a tutti i suoi portatori di interesse. Nel solco di questo cambiamento, Yves Rocher Italia assume nel 2021 la forma di Società Benefit.   
Da ottobre 2020, con l’obiettivo di ridurre al massimo l’utilizzo di plastica impiegata nelle proprie confezioni entro il 2025, tutti i flaconi prodotti presso i siti produttivi di Gruppo Rocher sono 100% in plastica riciclata e riciclabile.
Nel 2021 è stato presentato il documento di performance extra-finanziaria: in questa occasione, tra gli obiettivi dei marchi del Gruppo Rocher è stato indicato anche quello della trasformazione in B Corp entro il 2025.
Sempre nel 2021 La Gacilly è entrata a far parte dell’UEBT (Union for the Ethical Biotrade): le 9 piante emblematiche (Fiordaliso, Malva, Matricaria, Camomilla, Arnica, Calenda, Nasturzio, Carpobrotus Edulis ed Erba Cristallina) sono certificate UEBT, ovvero ottenute nel rispetto delle persone e della biodiversità.  

## Il Social Selling di Yves Rocher
La crescita di Yves Rocher è passata anche attraverso un particolare modello di business: il Social Selling. Sono circa 200.000 i consulenti di bellezza che oggi, in Italia, propongono i prodotti Yves Rocher attraverso il contatto umano e tramite i social network. La rete, composta da oltre 6.000 capogruppo, più di 400 responsabili di zona e 8 direttori regionali, ha consentito infatti all’Italia di inserirsi al primo posto tra le filiali nel mondo in termini di fatturato legato al Social Selling. Per consolidare ancora di più questo modello di business e spiegare in che cosa consiste, Yves Rocher ha lanciato la campagna di comunicazione START NOW, mettendo al centro dei propri contenuti i Social Seller di tutto il mondo e di tutte le tipologie, ognuno con la propria storia, carriera, approccio al mestiere e modalità di lavoro. La campagna è stata sviluppata nell’headquarter Yves Rocher in Bretagna (Francia) e ha visto la partecipazione di un team creativo guidato da Bonasia & Narcisi di Milano per il video e Marta Bevacqua per la fotografia.  

## Fondazione Yves Rocher
Avviata nel 1991, la Fondazione Yves Rocher è stata portata avanti dal figlio Jacques Rocher, che è subentrato al padre. 
Nel 2001 la Fondazione ha istituito il Premio Terre de Femmes, dedicato alle eroine che si sono impegnate nel lavoro per la biodiversità e nel cambiare il mondo. 
Tra le iniziative sostenute dalla Fondazione Yves Rocher anche Plant For Life, che ha fissato a 135 milioni di alberi piantati l’obiettivo da raggiungere entro il 2025.
A sostegno di studiosi, ricercatori e botanici per la protezione della biodiversità, la Fondazione Yves Rocher supporta anche il mondo della fotografia, con il Premio della Fotografia e il Festival della Fotografia, che ogni estate si tiene a La Gacilly.  

## Controversie
Nel 2012 Yves Rocher Vostok, la sezione esteuropea dell'azienda, ha denunciato l'oppositore politico russo Aleksej Naval'nyj per frode e riciclaggio di denaro. Il periodico russo indipendente Novaja Gazeta ha accusato Bruno Leproux, direttore di Yves Rocher Vostok, di aver inoltrato la denuncia solo in seguito ad una "richiesta" delle autorità russe appoggiando quindi la campagna repressiva del governo russo contro Navalny. 
Il 30 dicembre 2014 Oleg e Aleksej Naval'nyj sono stati condannati a 3 anni e mezzo di carcere.
Nel 2017 la Corte europea dei diritti dell'uomo ha stabilito che Aleksej Naval'nyj e suo fratello Oleg sono stati condannati ingiustamente nella cosiddetta causa Yves Rocher e che i tribunali russi hanno emesso decisioni "arbitrarie e manifestamente irragionevoli", ed ha condannato la Federazione russa a pagare ai due fratelli oltre 80 000 euro a titolo di risarcimento di danni e spese.